# Comuna de Laszki
Laszki (polaco: Gmina Laszki) é uma gminy (comuna) na Polónia, na voivodia de Subcarpácia e no condado de Jarosławski. A sede do condado é a cidade de Laszki.
De acordo com os censos de 2004, a comuna tem 7012 habitantes, com uma densidade 50,9 hab/km².

## Área
Estende-se por uma área de 137,85 km², incluindo:
- área agricola: 72%
- área florestal: 17%

## Demografia
Dados de 30 de Junho 2004:
|                      | Total   | Total | Mulheres | Mulheres | Homens  | Homens |
| -------------------- | ------- | ----- | -------- | -------- | ------- | ------ |
|                      | pessoas | %     | pessoas  | %        | pessoas | %      |
| População            | 7012    | 100   | 3506     | 50       | 3506    | 50     |
| Densidade (pop./km²) | 50,9    | 100   | 25,4     | 25,4     | 25,4    | 25,4   |

De acordo com dados de 2002, o rendimento médio per capita ascendia a 1451,62 zł.

## Subdivisões
- Bobrówka, Charytany, Czerniawka, Korzenica, Laszki, Miękisz Nowy, Miękisz Stary, Tuchla, Wietlin, Wietlin Pierwszy, Wietlin Trzeci, Wietlin-Osada, Wysocko.

## Comunas vizinhas
- Jarosław, Oleszyce, Radymno, Wiązownica, Wielkie Oczy